# 늪악어
늪악어(Mugger crocodile)는 늪지악어(Marsh crocodile)라고도 알려진 중간 크기의 넓은 주둥이 악어이다. 이란 남부에서 인도 아대륙에 이르는 담수 서식지에서 서식하며 습지, 호수, 강, 인공 연못에서 서식한다. 몸길이가 5m에 달하는 경우는 드물고 수영 실력이 뛰어나지만 더운 계절에 적합한 수역을 찾아 육지를 걷기도 한다. 어린 악어와 성체 늪악어 모두 주변 온도가 5°C 이하로 떨어지거나 38°C를 초과하면 굴을 파서 물러난다. 암컷은 둥지 장소로 모래에 구멍을 파고 건기에 최대 46개의 알을 낳다. 부화 시 부화하는 성별은 배양 중 온도에 따라 달라진다. 부모 모두 최대 1년 동안 어린 개체를 보호한다. 곤충을 먹고, 성체는 물고기, 파충류, 새, 포유류를 잡아먹는다.
늪악어는 최소 419만 년 전에 진화했으며 베다 시대부터 강의 과실과 파괴력을 상징하는 동물이다. 1831년에 처음 과학적으로 기술되었으며 이란, 인도, 스리랑카에서 법으로 보호되고 있다. 1982년부터는 IUCN 적색 목록에 취약종으로 등재되어 있다. 보호 지역 밖에서는 자연 서식지 전환으로 위협을 받고 있으며, 어망에 얽히고 인간과 야생 동물의 충돌 상황과 교통 사고로 인해 사망한다.

## 특성
늪악어 부화는 옅은 올리브색에 검은 반점이 있다. 성체는 짙은 올리브색에서 회색 또는 갈색이다. 머리는 융기 없이 거칠고 목 주위에 등과 잘 분리된 큰 낭자가 있다. 낭자는 보통 4개, 드물게 6개의 세로 계열과 16개 또는 17개의 가로 계열을 형성한다. 팔다리에는 용골 비늘이 있고 바깥쪽 가장자리에는 톱니 모양의 가장자리가 있으며 발가락은 광범위하게 물갈퀴가 있다. 주둥이는 넓은 것보다 약간 길며 양쪽에 19개의 윗니가 있다. 아래턱의 합착은 네 번째 또는 다섯 번째 치아 수준까지 확장된다. 입천장의 상악 전 봉합은 거의 직선 또는 앞쪽으로 구부러져 있으며 비골은 위의 상악 전치를 분리한다.
늪악어는 중형 악어로 간주되지만 살아있는 악어 중 주둥이가 가장 넓다. 강력한 꼬리와 물갈퀴가 있는 발을 가지고 있다. 시각, 청각, 후각은 날카롭다. 성체 암컷 늪악어는 평균 2~2.5m, 수컷은 보통 3~3.5m이지만 길이가 5m에 이르는 경우는 거의 없다. 알려진 가장 큰 두 마리의 늪악어는 5.63m로 스리랑카에서 사망했다. 몸무게 207kg의 한 개체의 물린 힘은 7,295N이었으며, 큰 수컷은 450kg에 달할 수 있다.

## 분포 및 서식지
늪악어는 이란 남부, 파키스탄, 네팔, 인도, 스리랑카에서 해발 420m까지 서식한다. 담수 호수, 강, 습지에 서식하며 느리게 움직이는 얕은 수역을 선호한다. 또한 인공 저수지와 관개 수로에서도 번성한다.
이란에서는 이란-파키스탄 국경을 따라 시스탄오발루체스탄주의 강을 따라 늪악어가 발생한다. 차바하르 인근 이란 마크란 해안에는 약 200마리의 늪악어가 서식하고 있다. 1990년대 후반과 2000년대 초반에 인간 활동과 장기간의 가뭄으로 인해 멸종 위기에 처했다. 2007년과 2010년에 여러 차례 열대 저기압이 발생한 후, 이전에는 건조했던 호수와 하문이 다시 침수되면서 늪악어의 서식지 대부분이 복원되었다.

## 행동생태학
늪악어는 꼬리와 뒷발을 사용하여 앞으로 나아가고 방향을 바꾸고 잠기는 강력한 수영 선수이다. 배를 바닥에 대고 수역 바닥과 육지에서 배를 흔들며 걷는다. 더운 건기에는 적합한 습지를 찾기 위해 밤에 육지 위를 걸으며 하루 종일 물에 잠기며 보낸다. 강둑에서 밀렵하는 추운 계절에는 사람들이 다른 사람들에게 관대한다. 짝짓기 시즌에는 영토 행동이 증가한다.
모든 악어와 마찬가지로 늪악어는 열변형기로 최적의 체온이 30~35°C이며, 5°C 미만 또는 38°C 이상의 온도에 노출되면 각각 냉동 또는 온열 질환으로 사망할 위험이 있다. 굴을 파서 극한의 온도와 기타 가혹한 기후 조건에서 물러난다. 굴의 깊이는 0.6~6m이며, 수위 이상의 입구와 늪악어가 돌아갈 수 있을 만큼 큰 끝에 방이 있다. 내부 온도는 지역에 따라 19.2~29°C로 일정하게 유지된다.

### 사냥 및 먹이
늪악어는 물고기, 뱀, 거북이, 새, 원숭이, 다람쥐, 설치류, 수달, 개를 포함한 포유류를 잡아먹다. 또한 죽은 동물도 잡아먹는다. 건기에는 물과 먹이를 찾기 위해 육지 위로 수 킬로미터를 걸어 다닌다. 부화자는 딱정벌레와 같은 곤충뿐만 아니라 게와 새우, 나중에 척추동물도 잡아먹는다. 기회가 생기면 물가로 접근하는 잠재적 먹잇감을 잡아 물속으로 끌고 들어간다. 성체 늪악어들이 자라와 땅거북을 잡아먹는 모습이 관찰되었다.

### 도구 사용
늪악어는 미끼를 사용하여 새를 사냥하는 것으로 기록되어 있다. 즉, 도구를 사용한 최초의 파충류 중 하나이다. 머리에 막대기와 나뭇가지의 균형을 맞추면 둥지 재료를 찾는 새를 유인한다. 이 전략은 둥지를 짓는 계절에 특히 효과적이다.